# Gamache
En gamache er en benbeklædning, der stramt dækker vristen eller evt. en større eller mindre del af benet. Gamacher har været brugt i herremoden siden 1600, og beskytter buksebenet mod mudder og hestepærer. Gamacher kan erstattes af billige viklers, der er stofstrimler viklet om underbenet.
Hestes ben kan beskyttes af gamacher af læder/plastik mod sår og skader.

## Eksterne hevisninger
- Wikimedia Commons har flere filer relateret til Gamache

| Tøj | Spire Denne artikel om tøj, sko eller lignende er en spire som bør udbygges. Du er velkommen til at hjælpe Wikipedia ved at udvide den. |